# Gaite Jansen
Pour les articles homonymes, voir Gaite et Jansen.
Gaite Jansen est une actrice néerlandaise, née le 25 décembre 1991 à Rotterdam, aux Pays-Bas.

## Filmographie
- 2008 : SpangaS (série télévisée) : Noelle
- 2008 : Flikken Maastricht (série télévisée) : Marieke
- 2008 : Gaandeweg (court métrage) : Sophie
- 2009 : Coach (nl) (téléfilm) : Sophie van Meeteren
- 2009 : Life is Beautiful (nl) (téléfilm)
- 2009 : Lover or Loser : Eva
- 2009 : Happy End : Mira
- 2009 : Sorry Minister (nl) (série télévisée) : Nina Bijl
- 2010 : In therapie (nl) (série télévisée) : Sophie
- 2010 : De Co-assistent (nl) (série télévisée) : Lisa
- 2010 : Schemer : Jessie
- 2011 : Sonny Boy : Bertha de 15 à 26 ans
- 2011 : A'dam - E.V.A. (série télévisée) : Patricia
- 2011 : 170 Hz (nl) : Evy
- 2011 : Met Donker Thuis (court métrage) : Fleur
- 2011 : Lotus (nl) : Steintje
- 2012 : Tricked : Merel
- 2012 : Mike Says Goodbye! : la professeure
- 2013 : Hoe duur was de suiker (nl) (mini-série) : Sarith
- 2013 : Voorbij (court métrage) : Stella
- 2014 : Supernova : Meis
- 2015 : Groeland (téléfilm) : Iris Samkalden
- 2014 : Eénnachtsliefde (court métrage) : Liesje Lachmann
- 2015 : Hotwax (court métrage) : la fille n° 1
- 2016 : Peaky Blinders (saison 3, 5 épisodes) : Tatiana Petrovna
- 2017 : Line of Duty : Hana Reznikova
- 2023 : Happy Ending : Luna
- 2024 : Krazy House de Steffen Haars et Flip van der Kuil : Sarah Christian